# Montbazin
Montbazin – miejscowość i gmina we Francji, w regionie Oksytania, w departamencie Hérault.
Według danych na rok 1990 gminę zamieszkiwały 2062 osoby, a gęstość zaludnienia wynosiła 98 osób/km² (wśród 1545 gmin Langwedocji-Roussillon Montbazin plasuje się na 189. miejscu pod względem liczby ludności, natomiast pod względem powierzchni na miejscu 354.).